# Kirche Scherzligen

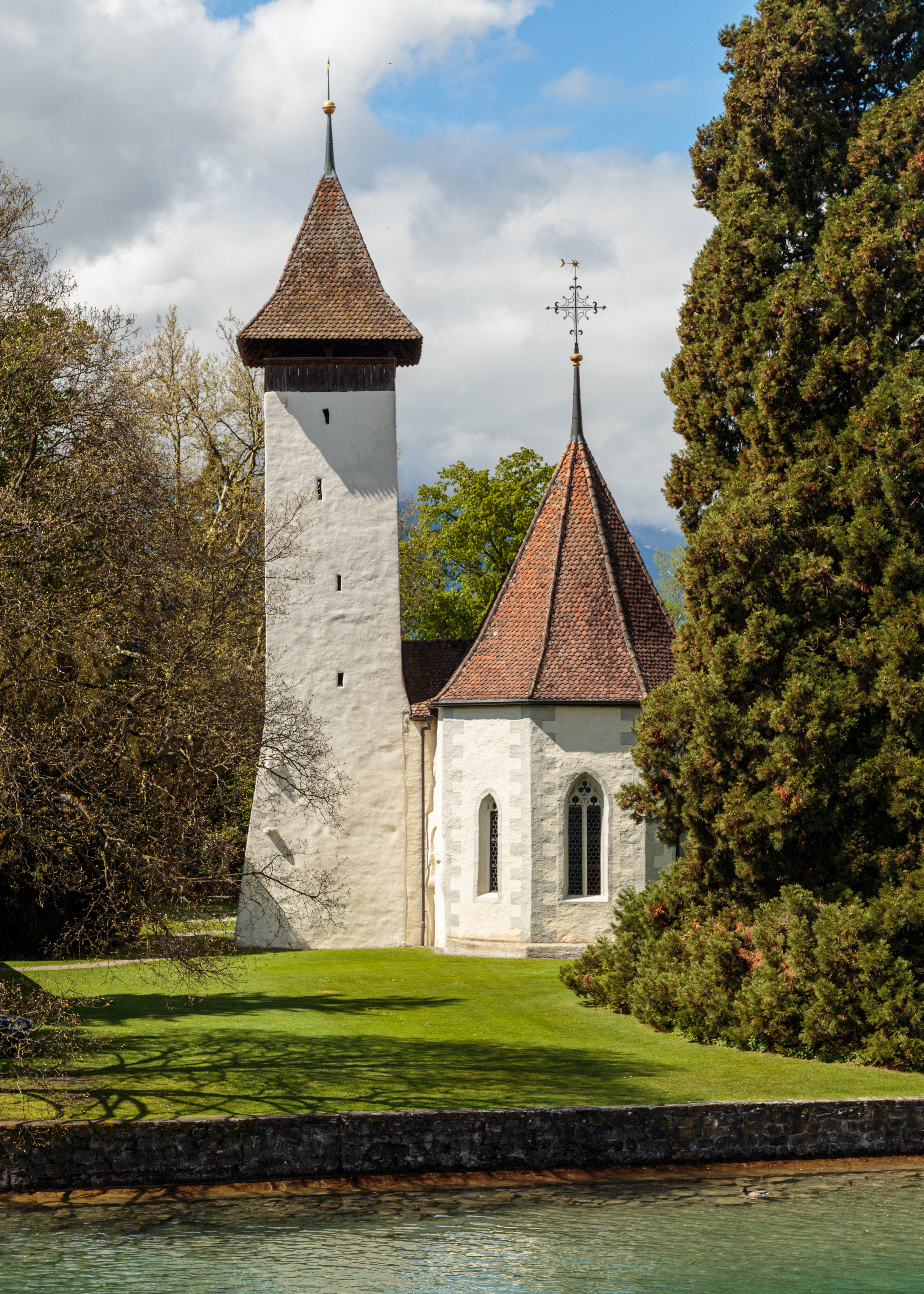
Ansicht von der Aare

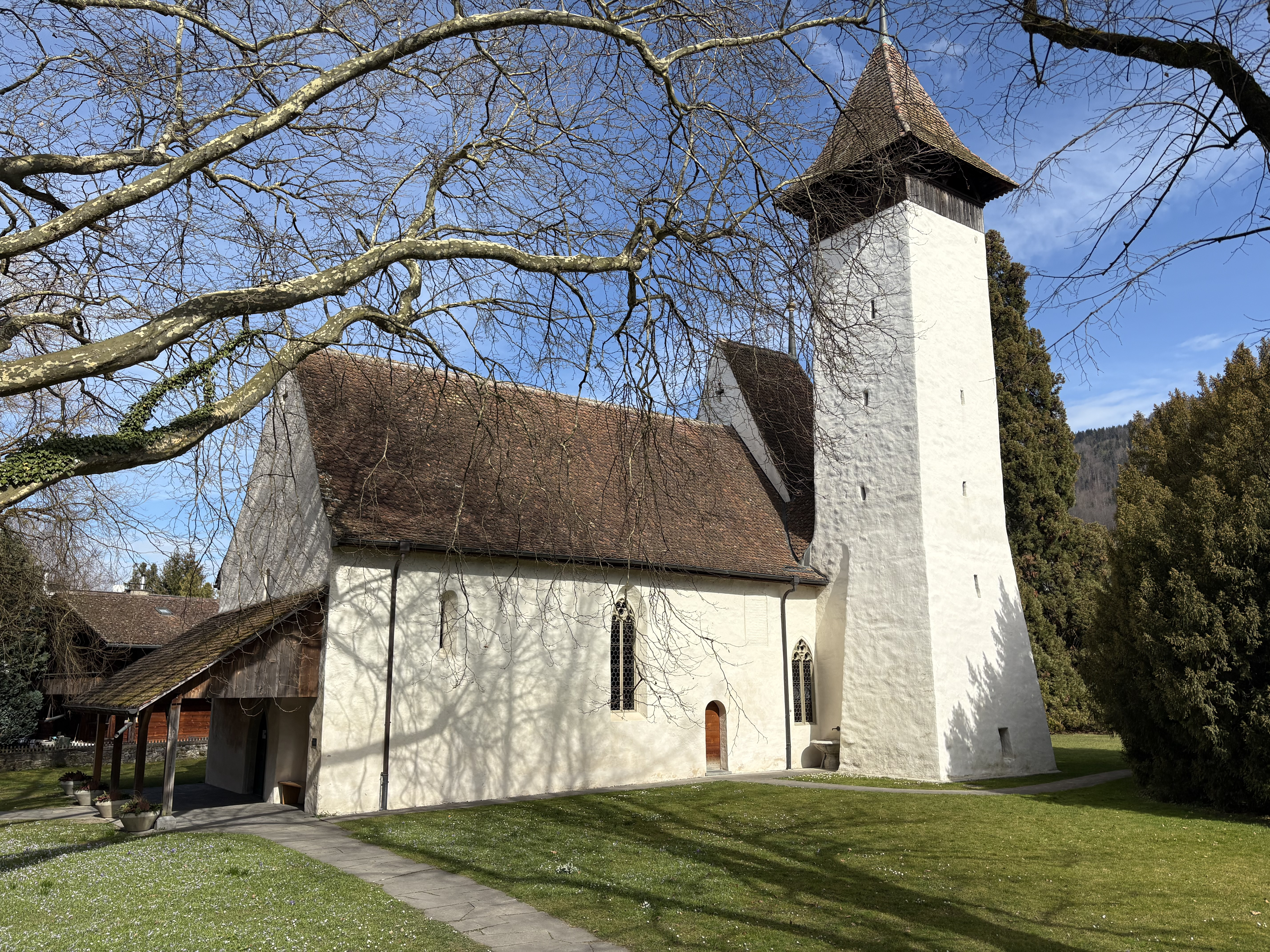
Kirche Scherzligen (2025)

Die Kirche Scherzligen ist ein seit den Karolingern urkundlich nachgewiesenes Sakralgebäude und ein alter Wallfahrtsort mit Marienpatrozinium in Thun-Strättligen, Kanton Bern, Schweiz.

## Lage
Die Kirche liegt am Ufer der Aare unmittelbar bei deren Ausfluss aus dem Thunersee. Südlich anschliessend an das Kirchenareal liegt das Areal des Schlosses Schadau sowie südwestlich das Thun-Panorama. Die Kirche Scherzligen ist nicht nach dem geografischen Osten ausgerichtet, sondern exakt nach dem Ort des Sonnenaufgangs am 21. Juni, dem längsten Tag des Jahres.

## Geschichte

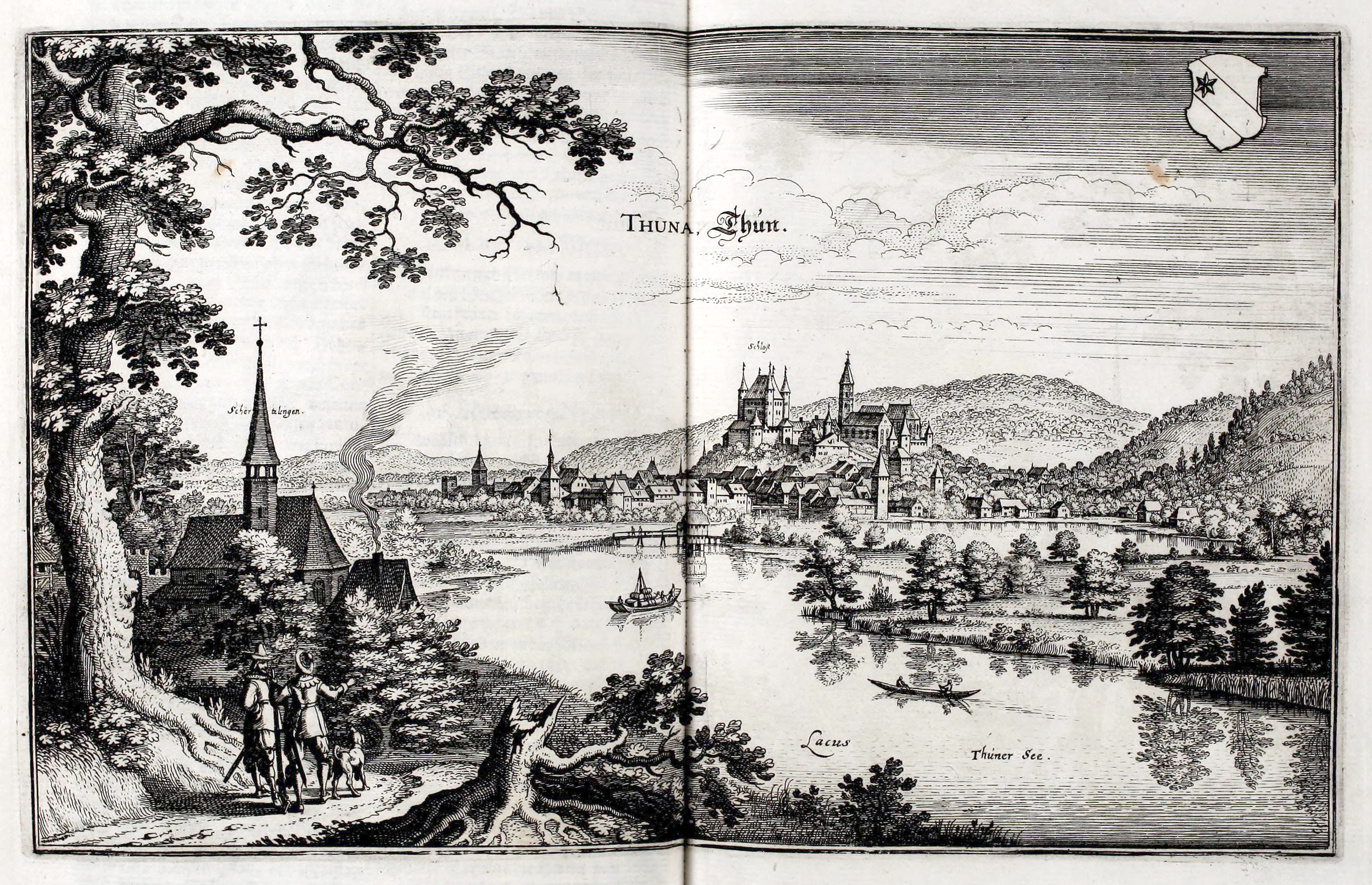
Die Stadt Thun in der Topographia Helvetiæ, Rhætiæ et Valesiæ von Matthäus Merian, links im Bild die Kirche Scherzligen (1654)

Scherzligen, Umrissradierung von Franz Niklaus König (um 1790)

Die Kirche 1909

An der Stelle der heutigen Kirche dürfte schon in der Antike eine Kultstätte bestanden haben. Dies nimmt man aufgrund von Münzfunden an (As des Trajan von 103 und Sesterze des Trajan von 114 n. Chr.; Münze des Magnus Maximus von 383/88 n. Chr.) Aus der Spätantike stammt ein im 5./6. Jahrhundert entstandenes Doppelgrab-Mausoleum mit Memoria, über dem die erste Kirche errichtet worden ist.
Scherzligen ist einer der frühesten, urkundlich erwähnten Orte im Kanton Bern. 761/762 schenkte Bischof Eddo von Straßburg die Kirche Scherzligen (Scartilinga seu Biberussa) dem Kloster Ettenheim im heutigen Baden-Württemberg. Ob es sich dabei um eine zweite Kirche gehandelt hat, ist unklar.
Im 9. Jahrhundert entstand der heute noch bestehende Turm (untere zwei Drittel). 933 soll Rudolf II. von Burgund (+937) zwölf Kirchen rund um den Thunersee erbaut haben, darunter Schertzlingen (nach der Strättliger Chronik des Elogius Kiburger von 1456). Dabei könnte es sich um das heutige Kirchenschiff mit romanischer Apsis handeln, das aus dem 10.–12. Jahrhundert stammt.
Nach 1100 wurden die Laien von den Klerikern getrennt. Es entstand eine Chorschranke von 80 cm Höhe, welche nach 1215 auf 155 cm aufgestockt wurde. 1272 ging die Kirche Scherzelingen an das Kloster Interlaken. Neben der Kirche wurde eine Kapelle gebaut, die später zum Beinhaus umfunktioniert wurde (nach der Reformation Sigristenhaus, heute verschwunden). Um 1400 entstand die Wandmalerei zum Tod der Maria, aus den Jahren 1440–69 stammen weitere Malereien an der Nord- und Südwand des Schiffs. Nach 1453 wurde ein grosses Sakramentenhaus eingebaut. 1464/1469 wurden die heutigen Dachstühle von Schiff und Chor aufgerichtet. Im Jahr 1514 ist erstmals eine kleine Orgel erwähnt. 1523 wurden die Malereien an der Westfassade neu erstellt.
Nach der bernischen Reformation wurden 1528 bis 1534 Anpassungen vorgenommen, welche den alten Wallfahrtsort unattraktiv machen sollten. Altäre und Orgel wurden entfernt, das Sakramentenhaus zugemauert und das Heiliggrab geschlissen. Weiter wurden die heute noch bestehenden Trämelbänke eingebaut, da die Leute neu dem Wortgottesdienst folgen sollten. Das Beinhaus wurde zum Sigristenhaus umfunktioniert.
Im Jahre 1819 wurde der eidgenössische Waffenplatz Thun eröffnet. Da die katholischen Offiziere auch ihren Versammlungsraum haben mussten, überliess ihnen der Staat Bern den Chor der Scherzligenkirche, bei dem die Fenster zugemauert und ein Altar eingebaut wurden. Das Schiff hingegen blieb reformiert, der Taufstein wurde im Schiff platziert.
Um 1850 wurde das Schloss Schadau neu gebaut. Sigristenhaus, Fischerhaus und Schulhaus wurden abgerissen, die Kirche blieb als einziges Bauwerk aus der alten Zeit zurück. 1878 wurde auch noch der Friedhof in den Schoren verlegt, da sich die Schlossherren der Schadau am Gebimmel der Totenglöckchen störten. Eine andere Version besagt, dass bei den Beerdigungen das Personal des Schlosses aus Respekt seine Arbeit niederlegte und still die Zeremonie betrachtete.
1909 wurde der Chor wieder der Kirchgemeinde Strättligen übergeben.
Neben Sonntagsgottesdiensten wird die Kirche Scherzligen heute wieder von Pilgern genutzt. Sie ist aber vor allem bei Hochzeitspaaren beliebt.

## Bau
Zur Zeit der Kreuzzüge um 1275 wurde die Chorscheidewand mit Rundbogen eingebaut. Aus dieser Zeit stammen die ältesten Malereien. Im 14. Jahrhundert wurde die erste Sakristei gebaut. 1378–80 wurde der Polygonalchor erbaut. Es entstanden die gotischen Malereien im Chor, die Chorwand wurde gotisiert und die heutige Chordecke mit Schalltöpfen ausgerüstet. 1389 spendete Gerhard von Bern das goldene Kreuz auf dem Chordach. Im selben Jahr vernichtete ein Brand im Kirchenschiff den Dachstuhl, der 1391 neu errichtet wurde. 1570 erfolgten zwei grosse Restaurierungen: Der Boden wurde angehoben und der heutige Tonplattenboden eingebaut. Zwei Wappenscheiben sowie neue Fenster im Chor und Schiff kamen dazu. 1612/13 fegte ein Sturm den Turmhelm hinweg (grosse Stürme über Süddeutschland und der Schweiz). 1657 schlug der Blitz in den Turm ein und zerstörte zwei alten Glocken. Als Ersatz erhielt Scherzligen eine alte Glocke des säkularisierten Klosters Interlaken. 1707 wurde ein Vordach angebaut sowie die Empore umgebaut. 1757/58 wurde die Kirche restauriert, wovon die Pickellöcher in den Wandmalereien des Chors zeugen. 2002/03 erfolgte die letzte grosse Restaurierung.

## Ausstattung
Aus dem 13. Jahrhundert stammt das heute im Chor stehende Kugel-Taufbecken. 1922/23 wurden die Malereien im Schiff entdeckt, 1989 das Doppelgrab mit Mausoleum.
- Ältester Turm im Kanton Bern (ursprünglich freistehender Turm aus dem 9. Jahrhundert)
- Älteste Kirchenholzdecke im Kanton Bern (original erhaltene gotische Holzdecke von 1380).
- Älteste originale Sandsteinmasswerke von Chorfenstern im Kanton Bern (Originalanstrich in Ocker)
- Wertvollste Malerei aus dem 14. Jahrhundert im Kanton Bern (aus der Zeit von 1380, heute nirgends mehr zu finden)
- Die längsten Trämelbänke im Kanton Bern (1534 eingebaut; die Schwellen der nördlichen Bank sind 10, die der südlichen 7,5 Meter lang)